# Excelsior Athlétic Club de Roubaix
L'Excelsior Athlétic Club de Roubaix è stato un club calcistico francese con sede a Roubaix.

## Storia
Il club fu fondato nel 1928 da una fusione fra il Football Club de Roubaix e l'Excelsior Club de Tourcoing. Nel 1932, il club diventò professionista e giocò la sua prima stagione da professionista in prima divisione nel 1932/1933, vincendo nello stesso anno il suo trofeo più prestigioso, la Coppa di Francia. Fino alla seconda guerra mondiale, il club riuscì a rimanere in Ligue 1. Dopo la guerra, il club si fuse con l'RC Roubaix e l'US Tourcoing formando il Club Olympique de Roubaix-Tourcoing (1945-1970). Dopo il 1970, il club diventò dilettantistico e ci rimase fino alla sua scomparsa nel 1995. Nel 1977 il club si fuse con lo Sporting Club de Roubaix formando il Roubaix Football, quindi nel 1990 con lo Stade Roubaix ma non riuscì più a tornare in Ligue 1, giocando soltanto la Ligue 2 nel 1983/1984. Il club chiuse per via di problemi finanziari.
Nel 1996 dalle macerie della vecchia squadra nacque la SCOR 59 , che tutt'oggi milita nel Campionato Regionale del Nord-Passo di Calais.

## Nomi del club
- 1928-1944: Excelsior Athlétic Club de Roubaix.
- 1944-1970: Club Olympique de Roubaix-Tourcoing.
- 1970-1977: Excelsior Athlétic Club de Roubaix.
- 1977-1990: Roubaix Football
- 1990-1995: Stade Club Olympique de Roubaix (SCOR).
- 1996- : Stade Club Olympique Roubaix 59 (SCOR 59).

## Palmarès

### Competizioni nazionali
- Coppa di Francia: 1

1932-1933

## Allenatori[1]
- Charles Griffiths: 1932-1933
- René Dedieu: 1933-1937
- Davidovitch: 1937-1939
- Marcel Desrousseaux: 1970-1972
- Pierre Cnude: 1972-1973
- Jean Marcel Schmidt: 1973-1975
- Albert Dubreucq: 1975-1977
- Francis Sarrazyn: 1977-1980
- Tony Giaquinto: 1980-aprile 1987
- Thierry Deneulin: aprile 1987-?
- Boumedienne Belhadji: 1992-1994
- Pierre Michelin: 1994-1995
- Boumedienne Belhadji: 1995-dicembre 1995